# أنتريم الشرقية (دائرة انتخابية في المملكة المتحدة)
أنتريم الشرقية (بالإنجليزية: East Antrim)‏ هي إحدى الدوائر الانتخابية في المملكة المتحدة الممثلة في مجلس العموم في برلمان المملكة المتحدة.
عضو البرلمان الذي يمثلها حالياً هو :Sammy Wilson (DU).